# المجمهرات
المجمهرات هي سبع قصائد من أشعار الجاهلية، في الطبقة الثانية بعد المعلقات بحسب كتاب جمهرة أشعار العرب. وأصحابها:
- عبيد بن الأبرص
- مجمهرة عدي بن زيد
- بشر بن أبي خازم
- أمية بن أبي الصلت
- خداش بن زهير
- النمر بن تولب.